# Cantonul Dieppe-Est
Cantonul Dieppe-Est este un canton din arondismentul Dieppe, departamentul Seine-Maritime, regiunea Haute-Normandie, Franța.

## Comune
| Comune             | Populație (1999) | Cod poștal | Cod INSEE |
| ------------------ | ---------------- | ---------- | --------- |
| Ancourt            | 681              | 76370      | 76008     |
| Belleville-sur-Mer | 632              | 76370      | 76073     |
| Berneval-le-Grand  | 1.047            | 76370      | 76081     |
| Bracquemont        | 830              | 76370      | 76137     |
| Derchigny          | 416              | 76370      | 76215     |
| Dieppe             | 13.876 (1)       | 76200      | 76217     |
| Grèges             | 742              | 76370      | 76324     |
| Martin-Église      | 1.331            | 76370      | 76414     |